# Polygonum rubricaule
Polygonum rubricaule là một loài thực vật có hoa trong họ Rau răm. Loài này được Cham. miêu tả khoa học đầu tiên.